# Albești (Constanța)
Albești is een Roemeense gemeente in het district Constanța.
Albești telt 3369 inwoners.